# 東京都オリンピック・パラリンピック準備局
東京都オリンピック・パラリンピック準備局（とうきょうとオリンピック・パラリンピックじゅんびきょく、英称：Bureau of Tokyo 2020 Olympic and Paralympic Games Preparation）は、2010年7月に東京都スポーツ振興局として新設され、2014年1月に改称・改組された東京都の局である。2022年4月廃止。

## 組織
- 局長
  - 次長
  - 技監
  - 理事（大会準備調整担当）
  - 理事（スポーツ推進担当）
    - 総務部
      - 総務課
      - 企画計理課

    - 総合調整部
      - 調整課
      - 計画課

    - 大会準備部
      - 管理課
      - 開催計画課
      - パラリンピック準備課
      - 施設輸送計画課

    - スポーツ推進部
      - 調整課
      - 事業推進課
      - 障害者スポーツ課

## 関連団体

### 政策連携団体
- 公益財団法人東京都スポーツ文化事業団[1]
- 一般財団法人東京マラソン財団[1]
- 株式会社東京スタジアム[1]

### 報告団体
- 公益財団法人東京オリンピック・パラリンピック競技大会組織委員会[2]
- 公益社団法人東京都障害者スポーツ協会[2]
- 公益財団法人東京都体育協会[2]

## マスコットキャラクター
- ゆりーと（東京都スポーツ推進大使）